# Jan Šťastný (pilot)
Jan Šťastný (27. dubna 1913 Chorušice – 25. října 1943 Lamanšský průliv) byl český pilot 312. československé stíhací perutě RAF.

## Život

### Před druhou světovou válkou
Jan Šťastný se narodil 27. dubna 1913 v Chorušici na Mělnicku v rodině truhláře Jana Šťastného a Barbory, rozené Taclíkové. Matka mu zemřela po roce při narození mladší sestry Jiřiny a Jan Šťastný byl poté vychováván babičkou v Živoníně. K otci se vrátil v roce 1919 po jeho návratu z ruského zajetí a po svatbě s Annou Kalivodovou. U otce se vyučil truhlářem, během hospodářské krize na začátku třicátých let ale nemohl najít práci a proto vstoupil do Československé armády jako délesloužící poddůstojník. Sloužil v Praze u pěchoty a přitom odmaturoval na reálce. Mezi lety 1937 a 1938 vystudoval Vojenskou akademii v Hranicích, ze které byl vyřazen jako poručík letectva. Během všeobecné mobilizace na podzim 1938 zastával post pobočníka velitele letecké obrany Prahy. V témže období se oženil s Leontýnou Witochovou.

### Druhá světová válka
Po německé okupaci opustil Jan Šťastný v druhé polovině srpna 1939 u Ostravy ilegálně Protektorát Čechy a Morava a odešel do Polska, kde se v Krakově přihlásil do zde vznikající československé zahraniční jednotky. Byl přijat do polského armádního letectva a odvelen do Dęblinu. Po pádu Polska v září 1939 upadl do sovětské internace. Mj. během ní pracoval jako dělník ve strojní a traktorové stanici. Po napadení Sovětského svazu nacistickým Německem v červnu 1941 využil možnosti a přihlásil se jako pilot k československé jednotce, poté sloužil v sovětské armádě jako letecký instruktor a v 246. stíhacím pluku. Na jaře 1942 byl odeslán z Kujbyševa přes Moskvu do Murmansku, odkud měl odplout do Spojeného království. Dne 27. dubna 1942 odplul z Murmansku na palubě křižníku Edinburgh, který byl 30. dubna torpédován a Jan Šťastný se po záchraně vrátil na palubě minolovky Gossamer do Murmansku. Druhé nalodění proběhlo 4. května na křižník Trinidad. Dne 14. května 1942 byl konvoj, jehož součástí Trinidad byl, napaden německým letectvem a druhý den potopen, Jan Šťastný byl opět zachráněn a na torpédoborci HMS Foresight doplul přes Island do Spojeného království. Zde byl zařazen do náhradního tělesa Československé armády v zahraničí, dne 9. července 1942 přijat do Royal Air Force a zařazen do výcviku. Dne 20. ledna 1943 byl zařazen do 312. československé stíhací perutě. Dne 25. října 1943 odstartoval z Ibsley ke svému poslednímu bojovému letu, kterým byl doprovod bombardérů nad Brest. Během něj byl jeho stroj Supermarine Spitfire Mk.Vb AB372 DU-B zasažen protiletadlovou palbou. Stihl ještě vyskočit a na padáku se snést do moře, pátrání po něm ale nebylo úspěšné a ani jeho tělo moře nevyplavilo. Dosáhl hodnosti nadporučíka.

## Ocenění

### Vyznamenání
- Československá medaile Za chrabrost před nepřítelem
- Československý válečný kříž 1939
- Pamětní medaile československé armády v zahraničí

### Posmrtná ocenění
- Jan Šťastný byl v roce 1942 in memoriam povýšen do hodnosti kapitána, po skončení války do hodnosti majora a v roce 1991 do hodnosti podplukovníka
- Janu Šťastnému byl v roce 1946 v rodné Chorušici odhalena pamětní deska[1]